# یواس‌اس فینکس (اس‌اس‌ان-۷۰۲)
یواس‌اس فینکس (اس‌اس‌ان-۷۰۲) (به انگلیسی: USS Phoenix (SSN-702)) یک زیردریایی بود که طول آن ۱۱۰٫۳ متر (۳۶۱ فوت ۱۱ اینچ) بود. این زیردریایی در سال ۱۹۷۹ ساخته شد.